# Pasji Potok
Pasji Potok, település Szerbiában, a Raškai körzet Novi Pazar községében.

## Népesség
- 1948-ban 156 lakosa volt.
- 1953-ban 187 lakosa volt.
- 1961-ben 211 lakosa volt.
- 1971-ben 191 lakosa volt.
- 1981-ben 126 lakosa volt.
- 1991-ben 61 lakosa volt.
- 2002-ben 42 lakosa volt, akik közül 41 szerb (97,61%) és 1 ismeretlen.